# مانويل هرنانديز
مانويل هرنانديز (بالإسبانية: Manuel Hernández)‏ هو متسابق دراجات نارية إسباني، ولد في 24 أغسطس 1984 في كارتاخينا في إسبانيا.

## روابط خارجية
- مانويل هرنانديز على موقع WorldSBK.com (الإنجليزية)